# ゆいNET
ゆいNETとは、かつて存在したパソコン通信の草の根BBS。個人運営の草の根BBSとしては最大のユーザー数であり、またMIDI楽曲を中心とした音楽データライブラリとしても2万曲以上のアップロード曲があり、これは当時の商業系BBSにも並ぶものがなく日本最大規模だった。
1991年10月25日仮開局。1991年12月1日正式開局。2005年初頭閉局。約13年間運営された。2024年8月現在ではmixi内に公式のコミュニティがあるのみで、公式・公認のホームページは現存していない。

## 概要
神奈川県鎌倉市に所在した草の根BBS局であり、その規模は草の根BBSとして大きなものであった。鎌倉ゆいNETとも呼ばれる。ゆいの由来は、鎌倉にある由比ヶ浜(ゆいがはま)であると言われている。ホストプログラムはKT-BBSを改造したもので、最盛時は回線数20回線であった。
特にMIDIに特化しており、多くのDTMユーザーが参加していた。当時の参加ユーザーには既にプロであった人、またその後プロになった人も数多い。
会員数は草の根BBSとしては多数といえる2万人を超えており、これはROM / DOM歓迎という宣伝文句があったことで入会に対するハードルが低かったことが要因と考えられる。また、会員による新たなホストの開局も多く、子ホスト、孫ホストが全国に開局した。
当時の個人運営の草の根BBSとしては珍しく、Computer Music MagazineやDTM MagazineといったDTM情報誌の編集部のIDがあった。
掲示板は音楽を中心として趣味雑談まで総合的に用意され、多くの会員がいる事から音楽だけでなくコミュニケーションを目的としたユーザーも集まった。また、ライブラリには2万曲を超えるMIDIデータや関連する音楽用ソフトウェアが多数登録されていた。当時としては商用ネットを遙かに上回るデータ量で、MIDIユーザーの聖地であった。
2003年頃、ホストのハードディスクがクラッシュしバックアップのデータによって運営が再開されたが、2005年初頭にホストPCの破損により閉局した。この頃にはインターネットへの移行が進んでおり、アクセス数は1日100件を切る程まで減少していた。